# Kerwin Mathews
Pour les articles homonymes, voir Mathews.
Kerwin Mathews, né le 8 janvier 1926 à Seattle et mort le 5 juillet 2007 à San Francisco, est un acteur américain.

## Biographie
Après des études au lycée de Janesville et à l'université de Beloit, tous deux dans le Wisconsin, il devient enseignant avant de se lancer dans une carrière d'acteur. Il incarnera le héros juste et droit, typique des productions des années 1950 et 1960. On le verra dans plusieurs films fantastiques soutenus par les effets spéciaux de Ray Harryhausen, puis dans plusieurs adaptations cinématographiques d'OSS 117.
Révélé en 1955 par On ne joue pas avec le crime, remarqué dans Racket dans la couture et Tarawa, tête de pont, il enchaîna sur sa fameuse « trilogie d'aventures » non sans avoir au préalable Spencer Tracy et Frank Sinatra au casting du Diable à 4 heures dans le rôle d'un prêtre séduisant. De L'Attaque de San Cristobal à ses deux OSS 117 en passant par le Johann Strauss d'un téléfilm Disney (« Mon rôle préféré » déclara-t-il), sa stature disparaîtra peu à peu des écrans jusqu'au jour ou il décida de se reconvertir définitivement dans la vente d'objets anciens et de meubles précieux.
Celui qui avait combattu le cyclope, le dragon et le squelette animés par Ray Harryhausen (qui le qualifia de « meilleur Sinbad de tous les temps ») s'est éteint en 2007, à 81 ans, près de son compagnon d'un demi-siècle. En son honneur, la petite ville de Janesville, où il s'était installé avec sa mère peu après le divorce de ses parents, a baptisé une rue à son nom.

## Filmographie

### Télévision
- 1954 : Space Patrol (série télévisée) : Major Caldwell
- 1954 : The Ford Television Theatre (en) (série télévisée) : Lieutenant Norton
- 1955 : The Ford Television Theatre (en) (série télévisée) : Ivor
- 1956 : Playhouse 90 (série télévisée) : Clay Farrell
- 1956 : The Ford Television Theatre (en) (série télévisée) : Fred Karns
- 1957-1958 : Matinee Theatre (série télévisée) : rôles sans nom (2 épisodes)
- 1959 : Goodyear Theatre (série télévisée) : Lieutenant James Obenauf
- 1963 : Le Monde merveilleux de Disney (Disneyland) (série télévisée) : Johann Strauss Jr.
- 1967 : Ghostbreakers (téléfilm) de Don Medford : Docteur Barnaby Cross
- 1969 : Dead of Night: A Darkness at Blaisedon (téléfilm) de Lela Swift : Jonathan Fletcher
- 1971 : Death Takes a Holiday (téléfilm) de Robert Butler : Sénateur Earl Chapman Jr.
- 1972 : Hôpital central (General Hospital) (série télévisée) : Docteur Duncan Stewart
- 1972 : L'Homme de fer (Ironside) (série télévisée) (épisode : "Le talon d'Achille" : Paul Arnstein
- 1972 : L'Homme de fer (Ironside) (série télévisée) (épisode : "Qui a tué Walter Booth?" : Eric Oates

### Cinéma
- 1955 : Cellule 2455, couloir de la mort (Cell 2455, Death Row) de Fred F. Sears : un reporter (non crédité)
- 1955 : On ne joue pas avec le crime (5 Against the House) de Phil Karlson : Ronnie
- 1957 : Racket dans la couture (The Garment Jungle) de Vincent Sherman : Alan Mitchell
- 1958 : Tarawa, tête de pont (Tarawa Beachhead) de Paul Wendkos : Sergent Thomas A. Sloan
- 1958 : Le Septième Voyage de Sinbad (The 7th Voyage of Sinbad) de Nathan Juran : Sinbad
- 1959 : The Last Blitzkrieg de Arthur Dreifuss : Wilitz
- 1960 : Contre-espionnage (Man on a String) d'André de Toth : Bob Avery
- 1960 : Sapho, Vénus de Lesbos (Saffo, Venere di Lesbo) de Pietro Francisci : Phaon
- 1960 : Les Voyages de Gulliver (The 3 Worlds of Gulliver) de Jack Sher : Docteur Lemuel Gulliver
- 1961 :  Jack le tueur de géants (Jack the Giant Killer) de Nathan Juran : Jack
- 1961 : Le Diable à 4 heures (The Devil at 4 O'Clock) de Mervyn LeRoy : Père Joseph Perreau
- 1962 : L'Attaque de San Cristobal (Pirates of Blood River) de John Gilling : Jonathon Standing
- 1963 : Le Maniaque (The Maniac) de Michael Carreras : Jeff Farrell
- 1963 : OSS 117 se déchaîne d'André Hunebelle avec Nadia Sanders, Irina Demick, Henri-Jacques Huet : Hubert Bonnisseur de la Bath, OSS 117
- 1964 : Banco à Bangkok pour OSS 117 d'André Hunebelle avec Pier Angeli, Robert Hossein, Dominique Wilms : Hubert Bonnisseur de La Bath, OSS 117
- 1966 : Le vicomte règle ses comptes de Maurice Cloche : Le Vicomte Clint de la Roche
- 1967 : Battle Beneath the Earth de Montgomery Tully : Commandant Jonathan Shaw
- 1968 : Le tueur aime les bonbons (Un killer per sua maestà) de Federico Chentrens et Maurice Cloche : Mark
- 1969 : A Boy ... a Girl de John Derek : Monsieur Christian
- 1970 : Barquero de Gordon Douglas : Marquette
- 1971 : Octaman de Harry Essex : Docteur Rick Torres
- 1973 : La Malédiction du loup-garou (The Boy Who Cried Werewolf) de Nathan Juran : Robert Bridgestone
- 1977 : Cauchemar sanglant (Nightmare in Blood) de John Stanley : Prince Zaroff